# Kahoolawe
Kahoʻolawe (Hawaiano: kəˈhoʔoˈlɐve) è la più piccola delle otto principali isole dell'arcipelago delle Hawaii, localizzata a circa 11 km a sudovest di Maui. È stata sempre scarsamente abitata ed attualmente non è abitata in maniera stabile.

## Suddivisioni tradizionali
Tradizionalmente, Kahoolawe era un ahupua'a di Honua'ula (Makawao), uno dei venti moku dell'isola (mokupuni) di Maui, ed era divisa in venti `ili che successivamente furono riarrangiate in otto. Si riportano in tabella gli otto ʻili con le rispettive estensioni in acri e nei corrispettivi kilometri quadrati, elencati in ordine orario a partire da nord-est.
| \| Nr. \| ʻili \| Area acri \| Area km² \| \| ---- \| --------------- \| --------- \| -------- \| \| 1 \| Hakioawa \| 2283 \| 9.24 \| \| 2 \| Pāpākā \| 1443 \| 5.84 \| \| 3 \| Kuheia-Kaulana \| 3429 \| 13.88 \| \| 4 \| Ahupū \| 4351 \| 17.61 \| \| 5 \| Honoko`a \| 1701 \| 6.88 \| \| 6 \| Kealaikahiki \| 3276 \| 13.26 \| \| 7 \| Kūnaka-Na`alapa \| 9626 \| 38.96 \| \| 8 \| Kanapou \| 2511 \| 10.16 \| \| 9 \| (Lua Makika) \| 156 \| 0.63 \| \| TOT. \| Kahoʻolawe \| 28776 \| 116.46 \| |                 |           |          |
| Nr. | ʻili            | Area acri | Area km² |
| 1 | Hakioawa        | 2283      | 9.24     |
| 2 | Pāpākā          | 1443      | 5.84     |
| 3 | Kuheia-Kaulana  | 3429      | 13.88    |
| 4 | Ahupū           | 4351      | 17.61    |
| 5 | Honoko`a        | 1701      | 6.88     |
| 6 | Kealaikahiki    | 3276      | 13.26    |
| 7 | Kūnaka-Na`alapa | 9626      | 38.96    |
| 8 | Kanapou         | 2511      | 10.16    |
| 9 | (Lua Makika)    | 156       | 0.63     |
| TOT. | Kahoʻolawe      | 28776     | 116.46   |

Secondo altre fonti l'isola fu suddivisa in sedici ahupua'a che appartenevano a tre moku, Kona, Ko'olau and Molokini.

## Riserva dell'isola di Kahoolawe
Nel 1993 lo stato delle Hawaii ha creato la Kahoolawe Island Reserve, una Riserva consistente «…nell'intera isola e nelle acque dell'Oceano che la circondano fino a tre chilometri dalle rive intorno.» Secondo la legge di stato Kahoolawe e le sue acque possono essere utilizzate solo per scopi di assistenza culturale, spirituale e materiale per i nativi; pesca, ripristino ambientale, preservazione storica e formazione. Ogni attività commerciale è vietata.
Il legislatore locale ha anche istituito un'apposita commissione per gestire la Riserva mentre essa è custodita in vista di una futura Sovranità degli hawaiani autoctoni.
Il ripristino ambientale di Kahoolawe richiede una strategia di controllo dell'erosione, il ristabilimento della vegetazione originaria e la graduale sostituzione delle piante aliene con quelle originarie. In alcune zone piante non originarie verranno utilizzate per stabilizzare il suolo prima di piantarne altre originarie. Le specie utilizzate per il ripristino della primitiva vegetazione comprendono ʻaʻaliʻi (Dodonaea viscosa), ʻāheahea (Chenopodium oahuense), kuluʻī (Nototrichium sandwicense), Achyranthes splendens, ʻūlei (Osteomeles anthyllidifolia), kāmanomano (Cenchrus agrimonioides var. agrimonioides), koaiʻa (Acacia koaia), and alaheʻe (Psydrax odorata).